# S&W PC M929
S&W PC M929（英: Smith&Wesson Performance Center Model.929）は、アメリカのスミス&ウェッソン社のカスタム部門であるパフォーマンスセンターより発売された回転式拳銃である。

## 概要
2014年に射撃競技用として発売されたモデルで、ジェリー・ミチュレックのイニシャルがフレーム右側に入れられ、一部ミチュレックによる設計が行われたJMシグネチャーシリーズの一つである。

## 特徴
9x19mmパラベラム弾を使用し、6.5インチのバレルはテーパード形状のアンダーラグに加え、先端に取り外し可能な1ポーテッド・コンペイセイターを備えており、後端のフォーシングコーンはかなり長い。チタン合金製のシリンダーはフォーシングコーンに対してやや短く、リムレス薬莢を持つ9x19mmパラベラム弾を正常に排莢し、尚且つこの弾薬の先細で全長の短い形状を活かした素早いリロードを可能とする星型ムーンクリップを使用するためカットが入れられており、フレームはステンレススチール製のN-フレームとなっており、フレームトップにはマウントレールを後付けするネジ止め用の穴が開いている。又、他にもクロームティアドロップハンマー、反動を吸収する黒いラバーグリップや、射撃競技用という事もあり、微調整の可能なアジャスタブル・リアサイト、パートリッジ・フロントサイト、トリガープルがSAで約4ポンド (質量)、DAで約9ポンドというスムーズさを誇るトリガーストップ付きのクロームトリガー等を備えている。
前述のミチュレックも動画内等で本銃を愛用しており、ミチュレックが使用するものはティアドロップハンマーのスパーが無く、作動方式がDAオンリーとなるボブドハンマーとなっており、フレームトップに後付けされたマウントレールにはドットサイトが備わっている。